# Prionotes cerinthoides
Prionotes cerinthoides är en ljungväxtart som först beskrevs av Jacques-Julien Houtou de La Billardière, och fick sitt nu gällande namn av Robert Brown. Prionotes cerinthoides ingår i släktet Prionotes och familjen ljungväxter. Inga underarter finns listade i Catalogue of Life.